# Michele Amato
Pour les articles homonymes, voir Amato (homonymie).
 (septembre 2021).
Michele Amato, né le 3 octobre 1682 à Naples et mort le 15 novembre 1729 dans la même ville, est un théologien italien.

## Biographie
Michele Amato  naquit à Naples le 3 octobre 1682. Ayant terminé ses études, il reçut le laurier doctoral dans les facultés de droit et de théologie. Quelque temps après il fut créé protonotaire et admis dans la congrégation des missions apostoliques. Nommé, en 1707, premier chapelain du Château-Neuf il fit en cette qualité la visite de toutes les églises et chapelles royales. Il mourut à Naples, le 15 novembre 1729, à l’âge de 47 ans. Il possédait les principales langues anciennes et modernes, et avait des connaissances assez étendues dans plusieurs sciences.

## Œuvres
On a de lui des dissertations curieuses pour le sujet et pleines d’érudition : 
- De opobalsami Specie ad sacrum chrisma conficiendum requisita, Naples, Francesco Ricciardi, 1722 (lire en ligne), réimprimé la même année avec des additions ;
- De piscium atque avium esus Consuetudine apud quosdam Christifideles, in antepaschali jejunio, ibid., 1723, in-12 ;
- Dissertationes quatuor : de causis ex antiquis fidei symbolis Nicæno et Constantinopoli, articulus ille : descendit ad inferos, fuerit prætermissus — de inferni Situ ; — quomodo Christus in utima cœna eucharistiam benedixerit, et utrum uno aut pluribus calicibus usus fuerit ;
- De Ritu quo in primitiva Ecclesia fideles sanctam eucharistiam percepturi manibus excipiebant, 1728, in-4°. Dans la seconde de ces dissertations, Amato réfute Tobias Swinden, qui plaçait l’enfer dans le soleil. On trouve des détails sur Amato dans la Bibliothèque italique, t. 7, p. 265, et dans les Mémoires de Niceron, t. 17, p. 78. Il avait laissé plusieurs ouvrages manuscrits.